# Веблен, Торстейн
То́рстейн Бунд (Бунде) Ве́блен (англ. Thorstein Bunde Veblen; 30 июля 1857, Като, Висконсин — 3 августа 1929, Менло-Парк, Калифорния) — американский экономист, социолог, публицист и футуролог. Основоположник институционального направления в политической экономии. Доктор философии (1884). Преподавал в Корнеллском (1890—1892), Чикагском (1892—1906), Стэнфордском (1906—1909) университетах, в университете штата Миссури (1910—1917). Один из инициаторов изучения моды как аналитической дисциплины.

## Биография
Т. Веблен родился в сельской местности штата Висконсин в семье норвежских переселенцев — Томаса Веблена и его жены Кэти, которые эмигрировали в США в конце 1840-х годов. Его отец был фабричным рабочим, затем плотником. Накопив определённую сумму, семья приобрела ферму в Нерстранд, Миннесота, где прошло раннее детство их шестого по счету ребёнка — Торстейна. В 1865 году семья вновь переехала, на этот раз в Уиллинг, где отец Т. Веблена продолжал заниматься фермерским хозяйством.
В 1874 году, в возрасте семнадцати лет, Торстейн поступил в Карлтонский колледж в Нортфилде, который он закончил на год раньше срока, сдав экзамены экстерном. В 1880 году после окончания колледжа Т. Веблен получил место учителя в Мэдисоне, но через год учебное заведение закрылось, он оказался без работы и поселился на ферме у отца. Спустя год он поступил в Университет Хопкинса, где изучал философию и политическую экономию. В Университете Хопкинса Т. Веблен проучился лишь неполный семестр, так как не получил ожидаемую стипендию. Его отец взял для него заём в банке, и он поступил в Йельский университет, который окончил с отличием в 1884 году, защитив диссертацию «Этические основания учения о воздаянии» об этике И. Канта (англ. Ethical Grounds of a Doctrine of Retribution) и получив докторскую степень. После окончания университета он не получил должности преподавателя и вынужден был вернуться на отцовскую ферму, где провел следующие 7 лет.
В 1890 году Веблен получает место ассистента в Корнельском университете США, однако проработал он там недолго.
В академическом мире он не стал своим и вынужден был часто менять колледжи и университеты из-за своих радикальных взглядов и тяжелого характера.
В 1888 году состоялась свадьба Торстейна Веблена с Эллен Рольф, с которой познакомился ещё будучи студентом в Карлтонском колледже.
Автор ряда фундаментальных экономических и социологических трудов. Над своей первой книгой «Теория праздных классов» начинает работать в 1895 году. Основной материал для исследования он черпал из Чикагской действительности того времени — эпохи трущоб и дворцов. Летом 1896 года побывал в Европе, где также собирал материал для своей книги. В последующие годы активно читал К. Маркса, Ч. Дарвина, Г. Спенсера. За всё время работы над книгой Веблен неоднократно переписывал целые главы. В феврале 1899 года книга была опубликована и вызвала волну популярности и ажиотажа вокруг персоны Веблена. Летом 1904 года публикуется его вторая книга «Теория делового предпринимательства», которая, однако, не принесла ему такого же успеха, но вместе с тем, популярность автора стремительно росла. В этот период Веблен начал вести не только большую научную, но и педагогическую работу. В 1910 году работал над книгой «Инстинкт мастерства и уровень развития технологии производства», которая была опубликована в 1914 году.
В 1892—1906 преподавал в Чикагском университете. В 1906—1909 годах преподавал в Стэнфордском университете, с конца 1910—1917 год читал лекции в Университете штата Миссури (г. Колумбия).
В начале 1920-х годов Веблен стал одним из основателей Новой школы социальных исследований в Нью-Йорке. Редактировал «Журнал политической экономии» (англ. «Journal of Political Economy»).
Впоследствии Веблен уезжает в Калифорнию, где проводит в бедности остаток жизни.

## Вклад в науку
Веблен считал, что в рыночной экономике потребители подвергаются всевозможным видам общественного и психологического давления, вынуждающим их принимать неразумные решения. Именно благодаря Веблену в экономическую теорию вошло понятие «демонстративное потребление», получившее название «эффект (парадокс) Веблена». Эффект Веблена — достаточно распространённое явление показательного потребления, которое возникает при потреблении благ, в основном недоступных для большинства обычных потребителей в связи с их высокой ценой, что подчеркивает социальную значимость их владельцев. При таком потреблении наблюдается прямая зависимость: чем выше цена на какой-либо продукт, тем выше уровень его потребления.
Ввёл термин «праздный класс».

## Сочинения

### Книги
- «Теория праздного класса: экономическое исследование институций» (англ. The Theory of Leisure Class, An Economic Study of Institutions, 1899)
- «Теория делового предприятия» (англ. The Theory of Business Enterprise, 1904).
- «Инстинкт мастерства» (англ. The Instinct of Workmanship, 1914)
- «Имперская Германия и промышленный переворот» (англ. Imperial Germany and the Industrial Revolution, 1915)
- «Исследование природы мира и условий его поддержания» (англ. An Inquiry into the Nature of Peace and the Terms if its Perpetuation, 1917).
- «Высшее образование в Америке» (англ. The Higher Learning in America, 1918)
- «Предприниматели и простой человек» (англ. The Vested Interests and the Common Man, 1919)
- «Инженеры и ценовая система» (англ. The Engineers and the Price System, 1921).
- «Собственность отсутствующих лиц и предпринимательство в современную эпоху: пример Америки» (англ. Absentee Ownership and Business Enterprise in Recent Times: The Case of America, 1923).

В русском переводе
- Теория праздного класса. — М.: «Прогресс», 1984.
- Теория делового предприятия. — М.: «Дело», 2007. — 288 с. — ISBN 978-5-7749-0447-1.
- Инженеры и ценовая система. — М.: Изд. дом ГУ-ВШЭ, 2018. — 112 с. — ISBN 978-5-7598-1724-6.

### Статьи
- Экономическая теория дамского платья = The Economic Theory of Women’s Dress (1894). // Экономическая социология. 2022. Т. 23. № 5.
- «Почему экономическая наука не является эволюционной дисциплиной» (1898)
- «Ограниченность теории предельной полезности» (1909)